# Marappanahalli, Chik Ballapur
Marappanahalli là một làng thuộc tehsil Chik Ballapur, huyện Kolar, bang Karnataka, Ấn Độ.